# David Pospíšil
David Pospíšil (* 9. května 1970 Pardubice) je bývalý český hokejový útočník. Od roku 2006 je expertem a spolukomentátorem hokejových zápasů v České televizi.

## Kariéra

### Hráčská kariéra
Hokejovou kariéru odstartoval v Pardubicích, kde hrál v sezóně 1985/1986 za juniorský tým, posléze od roku 1987 v československé lize (v výjimkou základní vojenské služby u VTJ Písek a VTJ Tábor mezi lety 1989 a 1991) a následně i české extralize. Během sezóny 1996/1997 přestoupil do Plzně, kde působil až do začátku roku 2001. Na jaře 2001 hrál ve Vítkovicích, s ročníkem 2001/2002 se však vrátil do pardubického klubu, s nímž v roce 2003 získal stříbrnou medaili. Od začátku sezóny 2003/2004 působil opět v Plzni, v prosinci 2003 však přestoupil do ruského Petrohradu, kde zůstal po zbytek ročníku. Sezónu 2004/2005 už absolvoval opět v Plzni, byla to jeho poslední extraligová sezóna. Během ročníku 2005/2006 hrál v prvoligové Mladé Boleslavi a mezi lety 2006 a 2008 působil v Chrudimi (první dvě sezóny ve 2. lize, závěrečný ročník v 1. lize). Poslední zápasy odehrál v listopadu 2008.
Své jediné dva reprezentační starty absolvoval v sezóně 1993/1994.

### Po skončení kariéry
Po skončení kariéry působil David Pospíšil v sezóně 2012/13 jako asistent trenéra u A týmu HC Pardubice. Trénoval také v Hradci Králové. Od sezóny 2024/25 bude dělat hlavního skauta HC Dynamo Pardubice a ve funkci nahradí Petra Sýkoru.

### Osobní život
David Pospíšil je ženatý, s manželkou má syna a dceru. Během hokejové kariéry začal podnikat a vlastní dva obchody na prodej oděvů.
V letech 2015–2017 hrál v televizním seriálu Policie Modrava, kde ztvárnil postavu náčelníka horské služby (byl nadabován Jiřím Dvořákem). Roku 2016 se také objevil v jednom dílu seriálu V.I.P. vraždy.